# Джон Бон Джові
Джон Френсіс Бонджо́ві-молодший (англ. John Francis Bongiovi, Jr., більше відомий як Джон Бон Джо́ві (англ. Jon Bon Jovi; нар. 2 березня 1962), Перт-Амбой) — американський музикант, поет-пісняр та актор, перед усім відомий як вокаліст і засновник популярної американської рок-групи Bon Jovi. На серпень 2008 року у світі було продано більш ніж 140 млн екземплярів альбомів групи.

### Сім'я
Джон Бон Джові одружений з Доротеєю Херлі з квітня 1989 року. Четверо дітей: Стефані Роуз (1993), Джессі Джеймс Льюїс (1995), Джейкоб (2002) і Ромео Джон (2004).

## Дискографія
- 1990: Blaze of Glory / Young Guns II
- 1997: Destination Anywhere

## Фільмографія
| Рік  | Назва                     | Роль                   |
| ---- | ------------------------- | ---------------------- |
| 1990 | Молоді стрільці 2         | епізодична роль        |
| 1995 | Місячне сяйво і Валентино | Валентино              |
| 1996 | Лідер                     | Robin Grange           |
| 1997 | Маленьке місто            | Kevin                  |
| 1998 | Не озирайся назад         | Michael                |
| 1998 | Доморослий                | Danny                  |
| 2000 | U-571                     | Lieutenant Pete Emmett |
| 2000 | Заплати іншому            | Ricky McKinney         |
| 2002 | Вампіри 2: День мертвих   | Derek Bliss            |
| 2005 | Вовк-одинак               | Rich Walker            |
| 2006 | Шайбу-Шайбу               | Frank Hopper           |
| 2011 | Старий Новий рік          | Денієл Дженсен         |

Серіали:
- «Західне крило»,
- «Студія 30»,
- «Еллі Макбіл»
- «Секс і Місто»

## Цікаві факти
- Джон Бон Джові заявив, що хоче, щоб його поховали під пісню «In My Life» гурту «The Beatles».
- Джон Бон Джові заснував благодійний фонд для боротьби із бідністю — «Jon Bon Jovi Soul Foundation», і вже оплатив будівництво 260 будинків у своєму рідному штаті — Нью-Джерсі — для місцевих жителів з невисоким рівнем заробітку.
- Восени 2011 року Бон Джові відкрив перший ресторан «Soul Kitchen» (штат Нью-Джерсі) в рамках свого проекту боротьби з бідністю. Суть роботи ресторану в тому, що клієнтам, у котрих немає грошей, просто запропонують виконати якусь роботу «по господарству». В цілому ж передбачається, що кожен буде платити стільки, скільки у нього є і скільки буде вважати за потрібне. Для цієї мети в меню завбачливо не вказані ціни. На створення ресторану «Soul Kitchen» пішло рік і 250 тисяч доларів.